# Mirosternus ignotus
Mirosternus ignotus är en skalbaggsart som beskrevs av Perkins 1910. Mirosternus ignotus ingår i släktet Mirosternus och familjen trägnagare. Inga underarter finns listade i Catalogue of Life.